# Singapore University of Technology and Design

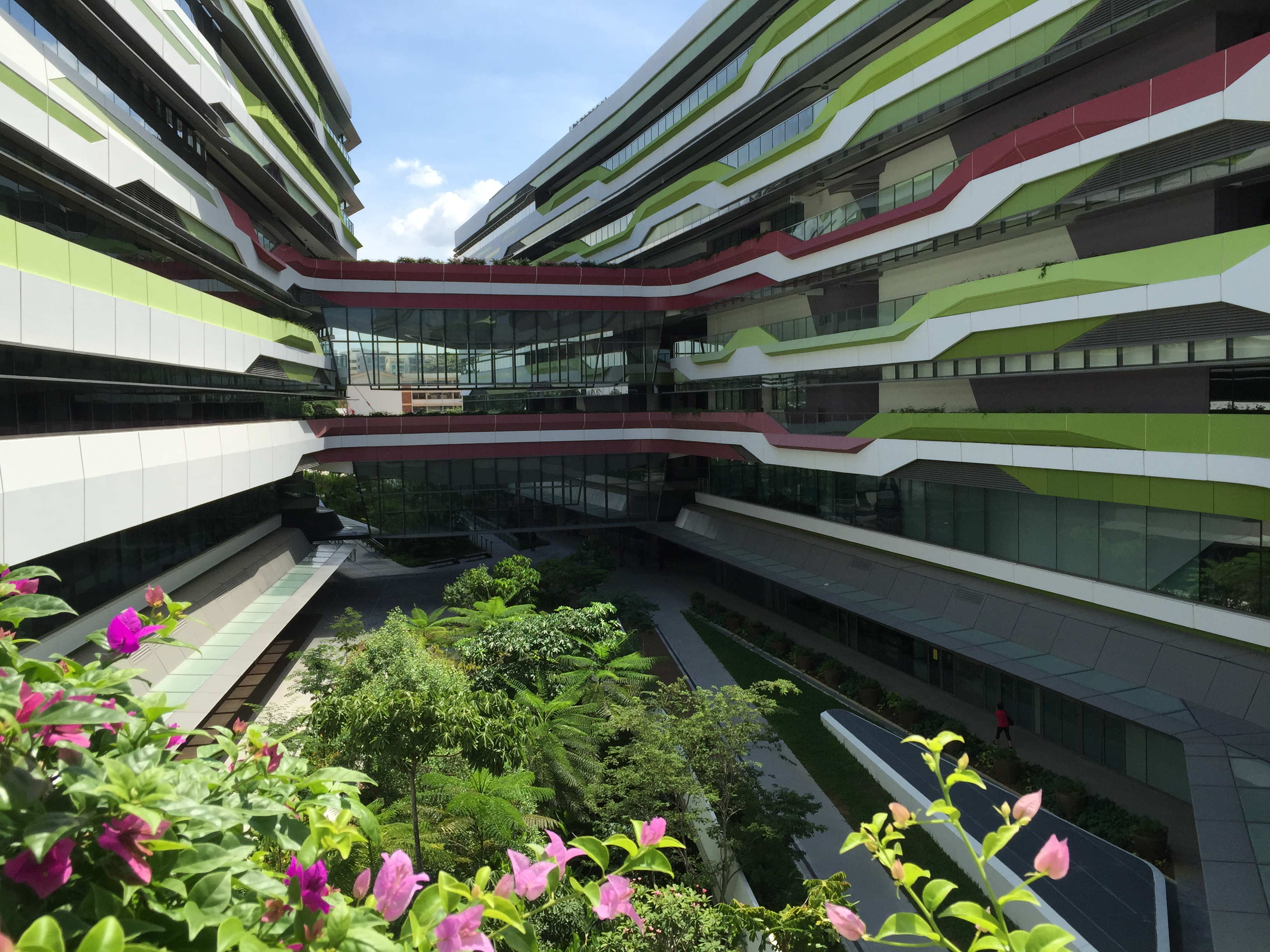
Singapore University of Technology and Design (2015)

Die Singapore University of Technology and Design (SUTD) ist die vierte öffentliche autonome Universität in Singapur, neben der MRT-Station Upper Changi, ebenfalls in der Nähe der Somapah Road.

## Geschichte
SUTD wurde im August 2009 als die vierte staatliche Universität Singapurs gegründet. Gründungspräsident ist Thomas L. Magnanti, Professor am Massachusetts Institute of Technology (MIT). Von 2011 bis 2015 befand sich ein Interimscampus von SUTD auf dem ehemaligen Campus des ITE College Dover in Dover. Der im Januar 2015 eröffnete permanente Campus befindet sich in der Nähe des Changi Business Park und wird von der Upper Changi Station an der Downtown Line bedient. Seit 2018 ist sie die einzige Universität im Osten Singapurs. In einem offenen Auswahlverfahren ernannte SUTD DP Architects Pte. Ltd., in Zusammenarbeit mit UNStudio aus Amsterdam, den akademischen Cluster seines permanenten Campus in Upper Changi zu entwerfen.